# A szerelem röviden
A szerelem röviden (eredeti cím: Long Story Short) 2021-ben bemutatott ausztrál romantikus filmvígjáték, melynek forgatókönyvírója és rendezője Josh Lawson. A filmet a StudioCanal, a Screen Australia, a Create NSW és a Spectrum Films támogatja.
A filmet 2021. február 11-én mutatta be Ausztráliában a StudioCanal, az Amerikai Egyesült Államokban 2021. július 2-án a Saban Films, Magyarországon pedig 2021. július 29-én az ADS Service.

## Cselekmény
Amikor az időhiányos Teddy az esküvője utáni reggelen arra ébred, hogy néhány percenként előreugrik élete következő évére, minden értékes pillanatot okosan kell felhasználnia, hogy ne veszítse el élete szerelmét, és hogy megtanulja szeretni az életet, amit elveszít.
Az időugrások körforgásának csapdájába esve, pár percenként egy újabb évvel előre haladva, Teddy versenyt fut az idővel, miközben élete összeomlik körülötte. Legjobb barátja, Sam (Ronny Chieng) segítségével Teddy megpróbálja összerakni, hogy hol romlott el minden, és miközben az élete lepereg a szeme előtt, meg kell tanulnia, hogyan élje meg az értékes pillanatokban, hogy visszaszerezze a nőt, akit szeret, még ha csak egy pillanatra is.

## Szereplők
- Rafe Spall – Teddy
- Zahra Newman – Leanne
- Josh Lawson – Patrick
- Ronny Chieng – Sam
- Dena Kaplan – Becka
- Noni Hazlehurst – Idegen

## Fordítás
- Ez a szócikk részben vagy egészben  a   Long Story Short (2021 film) című angol Wikipédia-szócikk fordításán alapul.  Az eredeti cikk szerkesztőit annak laptörténete sorolja fel. Ez a jelzés csupán a megfogalmazás eredetét és a szerzői jogokat jelzi, nem szolgál a cikkben szereplő információk forrásmegjelöléseként.